# Cratere Wynn-Williams
Wynn-Williams  è un cratere sulla superficie di Marte.